# Grupo fosforilo

Grupo fosforilo

Um grupo fosforilo é o íon químico ou radical: P+O32−, que contém fósforo e oxigênio. (O nome químico correto para este grupo −PO32− é fosfonato e fosfono para −PO3H2; como fosforilo na nomenclatura química significa um grupo trivalente> P(O)-. Pode existir em diferentes estados de protonação.

## Características
O grupo fosforilo desempenha o papel central na fosforilação. 
Em bioquímica, a transferência de um grupo fosforilo no curso de uma fosforilação a uma hidroxila (grupo OH) é uma forma comum de gerar uma ligação de alta energía, por exemplo no provedor de energia adenosina trifosfato (ATP).  A hidrólise de ATP a AMP e pirofosfato tem um potencial de transferência de grupo de -45.5 KJ / mol, e a hidrólise de ATP a ADP e fosfato a -30.6 KJ / mol.  Além disso, a transferência de um grupo fosforilo a fosfoproteínas ocorre como parte da modificação pós-traducional para ativar ou inativar a proteína.
No caso da transferência de um grupo fosforilo, se forma um éster de ácido fosfórico; no caso de diferentes grupos OH ou quando se transfere a um fosfato, um anidrido fosfórico (o anidrido de ácido fosfórico) e, quando se transfere a um grupo amino, uma amida de ácido fosfórico (a amida de ácido fosfórico).  Quando se produz a transferência de um grupo fosforilo a um grupo OH, o resultado é um grupo fosfato.